# Puissances

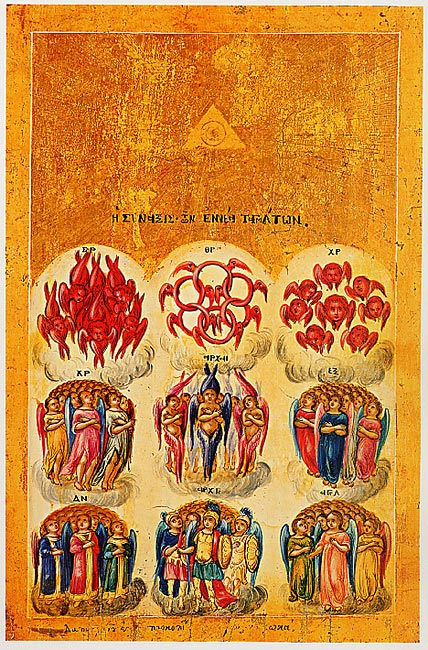
La hiérarchie céleste (Grèce, XVIIIe siècle).

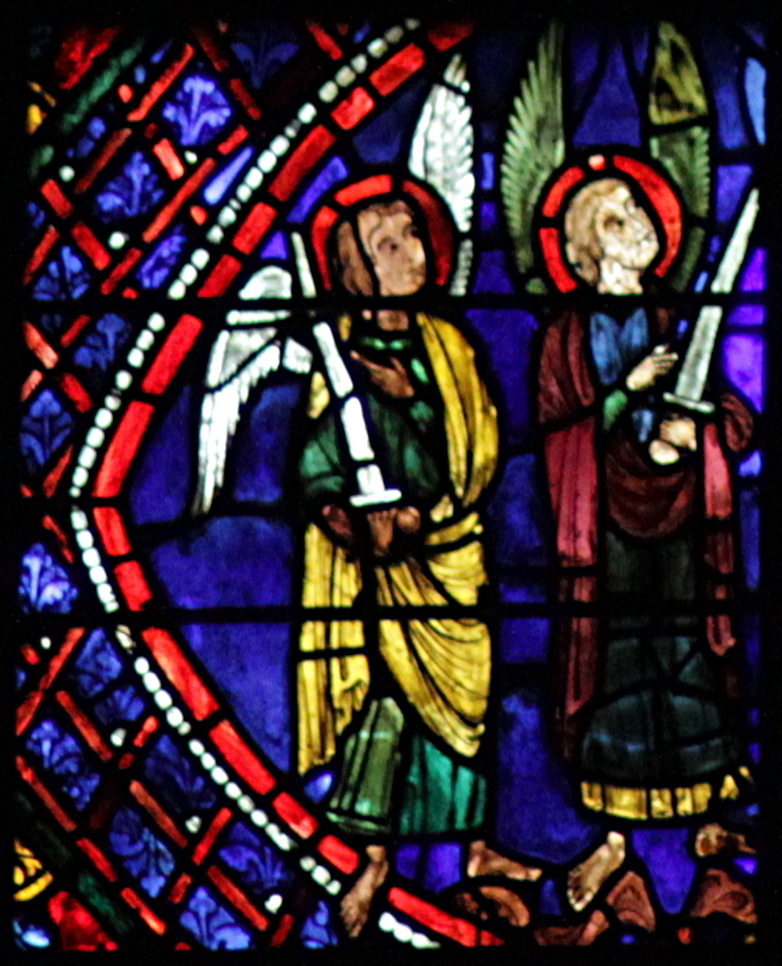
Les Puissances, le vitrail de saint Apollinaire.

Le chœur des puissances est le sixième niveau du monde céleste. Il est dirigé par l'archange Camaël et sa planète est Mars.
| L'Un                                               |                           |
| Les Séraphins Les Chérubins Les Trônes             | HIÉRARCHIE CÉLESTE        |
| Les Dominations Les Vertus Puissances              | HIÉRARCHIE CÉLESTE        |
| Les Principautés Les Archanges Les Anges           | HIÉRARCHIE CÉLESTE        |
| L'Evêque Le Prêtre Le Diacre                       | HIÉRARCHIE ECCLÉSIASTIQUE |
| Les Moines Les Chrétiens baptisés Les Catéchumènes | HIÉRARCHIE ECCLÉSIASTIQUE |